# Charmaine Scotty

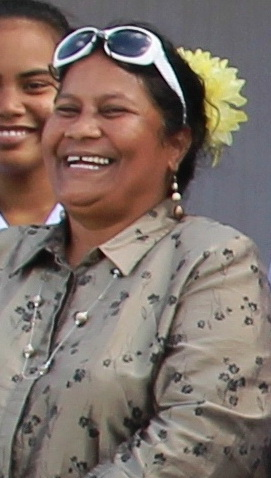
Charmaine Scotty (2013)

Charmaine Eraidinomo Scotty ist eine nauruische Politikerin. Seit 2013 ist sie Mitglied des nauruischen Parlaments sowie Ministerin für Bildung und Landmanagement. Von 2013 bis 2019 war sie Innenministerin des Landes.

## Werdegang
Scotty besuchte das Baradene College of the Sacred Heart in Auckland. Ab 1990 arbeitete sie im öffentlichen Dienst von Nauru. Zunächst war sie neun Jahre lang als Lehrerin tätig. Danach war sie Ministerialsekretärin in den Ressorts Sport, Jugend und Frauen, Gesundheit, Justiz und Inneres.
Scotty trat zunächst dreimal ohne Erfolg bei den Parlamentswahlen an, wobei sie 2007 und 2010 nur knapp die nötige Stimmenzahl verfehlte. Am 8. Juni 2013 errang sie in ihrem Wahlkreis Yaren die meisten Stimmen. Damit war sie nach Ruby Dediya die zweite Frau, die in das nauruische Parlament gewählt wurde. Präsident Baron Waqa ernannte sie zur Innenministerin sowie Ministerin für Bildung und Landmanagement. Bei den Wahlen am 9. Juli 2016 konnte sie ihren Erfolg wiederholen und wurde anschließend erneut zur Ministerin ernannt.
Charmaine Scotty ist mit einem Cousin des ehemaligen Präsidenten  Ludwig Scotty verheiratet.